# نیکولائه تاگا
نیکولائه تاگا (انگلیسی: Nicolae Țaga؛ زادهٔ ۱۲ آوریل ۱۹۶۷) قایقران روئینگ اهل رومانی بود.
وی در مسابقات کشوری و بین‌المللی در مجموع برندهٔ ۲ مدال طلا، ۲ مدال نقره، ۳ مدال برنز شده‌است.